# Fade to Grey
Singles de Visage
Tar
(1979) Mind of a Toy
(1981)
Pistes de Visage
Tar Malpaso Man
Fade to Grey est une chanson du groupe de new wave britannique Visage parue en single en novembre 1980, extraite de l'album Visage. Le premier clip de  cette chanson a été réalisé par Godley & Creme. Apparaissant avec Steve Strange dans la vidéo, c'est son amie, surnommée Princess Julia, une DJ et écrivaine musicale anglaise, qui a mimé les paroles françaises de cette vidéo.

## Historique
Second single du groupe, Fade to Grey est le plus grand succès de Visage. Il devient un hit majeur dans les dance floor, se classe 8e dans les charts britanniques et numéro 1 en France pendant 6 semaines entre mai et juin 1981, numéro 1 en Allemagne et en Suisse.  Il contribue à populariser la musique synthpop au début des années 1980 et est aujourd'hui considéré comme le premier single du courant musical Nouveaux Romantiques,.
La chanson a la rare particularité d'être entièrement bilingue anglais-français en présentant les mêmes paroles traduites dans les deux langues : les paroles en anglais sont chantées, tandis que les mêmes paroles traduites en français sont prononcées par une voix féminine.
Les musiciens présents sur ce titre sont Steve Strange au chant, Midge Ure et Rusty Egan aux chœurs, Billy Currie aux synthétiseurs et au violon ainsi que Chris Payne, également aux synthés, et Cedric Sharpley à la batterie et à la boîte à rythmes,. Ces deux derniers n'étant pas membres officiels de Visage. Quant à la voix féminine française, elle appartient à Brigitte Tesch Arendt, petite amie luxembourgeoise de Rusty Egan à l'époque.
Le clip est réalisé par Godley & Creme et met en vedette le chanteur Steve Strange.
En 1988, le single est réédité au format CD. En 1993, le titre est remixé afin de promouvoir la compilation Fade to Grey - The Best of Visage et se classe de nouveau dans les charts au Royaume-Uni.
En 2014, le groupe, dans sa nouvelle formation, réenregistre le morceau accompagné d'un orchestre symphonique, le Synthosymphonic Orchestra. Le single, titré Fade to Grey (Orchestral), est le premier extrait de l'album Orchestral.

## Liste des titres

### 7" single (1980)
A. Fade to Grey — 3:50
B. The Steps — 3:13
(Moon over Moscow en face B. Du 45t. en France)

### 12" single (1980)
A. Fade to Grey (version maxi) — 6:17
B. The Steps — 3:13

### Maxi CD (1988)
1. Fade To Grey (version maxi) — 6:17
2. Mind of a Toy — 4:28
3. The Damned Don't Cry — 4:45
4. Beat Boy — 5:23

### CD maxi-single (1993)
1. Fade to Grey (Bassheads 7" Edit) — 3:22
2. Fade to Grey (7" Remix) — 3:37
3. Fade to Grey (Original 7" Mix) — 3:51
4. Fade to Grey (Wild Cat Mix) — 7:48

### 12" single (1993)
A1. Fade to Grey (Bassheads Vocal Mix) — 7:11
A2. Fade to Grey (Bassheads Dub Mix) — 7:35
A3. Fade to Grey (Bassheads Trance Mix) — 7:28
B1. Fade to Grey (Original Mix) — 3:51
B2. Fade to Grey (Subliminal Mix) — 5:16
B3. Fade to Grey (12" Mix) — 8:06

### Fade to Grey (Orchestral) - CD Single, CD maxi (2014)
1. Fade To Grey (Orchestral Version) - 5:55
2. Fade To Grey (Main Version) - 3:56
3. Fade To Grey (Extended Version) - 8:39
4. Fade To Grey (Extended Instrumental) - 8:39
5. Fade To Grey (The Feliks Arrival Remix) - 6:38
6. Fade To Grey (Orchestral Instrumental) - 5:55
7. Fade To Grey (Orchestral Radio Version) - 3:48
8. Fade To Grey (Orcapella) - 5:54[10]

## Classements et certifications
| Classement (1980–1981)                 | Meilleure place |
| -------------------------------------- | --------------- |
| Allemagne (GfK Entertainment)          | 1               |
| Australie (Kent Music Report)          | 6               |
| Autriche (Ö3 Austria Top 40)           | 3               |
| Belgique (Flandre Ultratop 50 Singles) | 4               |
| Belgique (Flandre VRT Top 30)          | 4               |
| Danemark (IFPI)                        | 6               |
| Espagne (AFYVE)                        | 25              |
| France (SNEP)                          | 3               |
| Irlande (IRMA)                         | 7               |
| Italie (FIMI)                          | 4               |
| Nouvelle-Zélande (RMNZ)                | 10              |
| Pays-Bas (Nederlandse Top 40)          | 22              |
| Pays-Bas (Single Top 100)              | 24              |
| Royaume-Uni (UK Singles Chart)         | 8               |
| Suède (Sverigetopplistan)              | 12              |
| Suisse (Schweizer Hitparade)           | 1               |

| Classement (1993)              | Meilleure position |
| ------------------------------ | ------------------ |
| Royaume-Uni (UK Singles Chart) | 39                 |

| Classement (2011)                         | Meilleure position |
| ----------------------------------------- | ------------------ |
| Belgique (Flandre Back Catalogue Singles) | 40                 |

| Classement (1981)              | Meilleure place |
| ------------------------------ | --------------- |
| Australie (Kent Music Report)  | 44              |
| Autriche (Ö3 Austria Top 40)   | 12              |
| Belgique (Flandre Ultratop 50) | 49              |
| France (SNEP)                  | 17              |
| Italie (FIMI)                  | 36              |
| Suisse (Schweizer Hitparade)   | 9               |

| Pays              | Certification | Date          | Ventes  |
| ----------------- | ------------- | ------------- | ------- |
| Allemagne (BVMI)  | Or            | 1981          | 250 000 |
| France (SNEP)     | Or            | 1980          | 668 000 |
| Royaume-Uni (BPI) | Argent        | 1er mars 1981 | 200 000 |

## Adaptations étrangères
Besser a chanté une adaptation allemande, Wir blenden Grau, dans l'album Quotenrocker paru en 2005.

## Reprises
Plusieurs artistes ont repris le morceau.
- 1987 : Neon (groupe belge de new beat), en single, et Goûts de Luxe dans le maxi 45 tours Omaha Beach[39],[40]
- 1992 : U96 s'inspire fortement de Fade to Grey, en reproduisant notamment le riff au synthétiseur, avec le morceau I Wanna Be a Kennedy
- 1995 : Monumentum sur l'album In Absentia Christi avec Francesca Nicoli, chanteuse du groupe Ataraxia[41]
- 1996 : Mark'Oh dans l'album Magic Power. Le single se classe dans plusieurs pays en Europe (11e en Allemagne, 24e en Autriche, 20e en Finlande, 24e aux Pays-Bas, 45e en Suède et 15e en Suisse[42])
- 2000 : Gregorian dans l'album Masters Of Chant
- 2006 : Nouvelle Vague dans l'album Bande à part
- 2008 : Atrocity sur l'album Werk 80 II
- 2009 : Future Breeze en single
- 2009 : Real Life sur l'album Send Me An Angel '80s Synth Essentials[43],[44]
- 2011 : Junior Caldera featuring Kardinal Offishall sous le titre It's On Tonight
- 2012 : DJ Furax featuring Mll Luna dans l'album My Inspiration
- 2017 : Exit Eden dans l'album Rhapsodies in Black
- 2022 : Hi Fi Gen feat. Laurent Charliot